# Менда Стоянова
Менда Кирилова Стоянова е народен представител и заместник-председател в XLI народно събрание от ПП ГЕРБ.

## Образование и кариера до 2009 г.
Завършва икономическо образование във Висшия икономически институт „Карл Маркс“ (1981).
Преди да бъде избрана в Народното събрание е работила последователно:
1. в община Пловдив и ОНС-Пловдив като главен специалист и началник отдел;
2. в ТДД и Дирекция „Обжалване и управление на изпълнението“ в НАП – Пловдив като главен експерт, зам.-началник и директор;
3. като управител на търговско дружество за консултантска дейност в сферата на данъчни и осигурителни, финансово-икономически консултации, жалби, счетоводна дейност.

## Политическа кариера
Избрана е за депутат от 16 МИ – Пловдив-град.
От юни 2009 г. е председател на парламентарната комисия по бюджет и финанси в XLI НС. Дейността ѝ като председател на комисията е свързвана основно със скандалите при приемането на държавните бюджети и бюджетите на НОИ и НЗОК за 2010 и 2011 г., по които постоянната комисия е водеща.

### Законопроект за Сметната палата
Менда Стоянова инициира през есента на 2010 г. приемането на нов законопроект за устройството и дейността на Сметната палата. Законопроектът е много оспорвано предложение поради въвеждането на едноличен орган за управление на палатата и отхвърлянето на средиземноморския модел за българската Сметна палата, които модел палати са със съдебни функции. С новия закон за Сметната палата, който Стоянова обявява и защитава като своя философия и лично дело, се отменя изискването за одитори в палатата да бъдат назначавани юристи и икономисти, като същевременно в новия закон е запазена възможността в извършването на одитите да бъдат привличани външни експерти с нужното друго образование. С новия закон за Сметната палата, иницииран основно от група депутати около Стоянова, се запазват правомощията на Сметната палата, определяни от експерти като информативни и с пожелателен характер за държавните и общински институции при управлението на публичните средства. Законопроектът е приет след президентско вето.

### Обвинения в лобизъм
В самото начало на 2011 г. в пресата излизат СРС-та, от които се установява, че Стоянова заедно с председателката на постоянната комисия по правни въпроси при XLI НС (Искра Фидосова) са лобирали за назначения на ръководни длъжности в митниците по избирателните си райони. Разпространените от партия РЗС стенограми на хартиен носител създават впечатление за компромат и имат съмнителна автентичност, тъй като на са потвърдени с никакви оригинални записи. Оправданието за това е, че флашките със записите са намерени в чанта на Яне Янев, открадната от автомобила му.

### Заместник-председател на Народното събрание
На 1 ноември 2012 г. е избрана за заместник-председател на 41 Народното събрание.